# Saudi Women's First Division League
La Saudi Women's First Division League (en árabe: دوري الدرجة الأولى للسيدات السعودي) es la segunda división del fútbol femenino en Arabia Saudí.

## Historia
En septiembre de 2022, la federación aprobó la creación de la First Division League, con la participación de 17 equipos repartidos en tres regiones. La liga comenzó el 11 de noviembre, con equipos que jugaban tanto en casa como fuera. La liga comenzó el 11 de noviembre, con equipos que jugaban tanto en casa como fuera.
El campeón de la First Division se decidía mediante un sistema de knockout. El equipo ganador ascendía a la Primera División para la siguiente temporada, ocupando el lugar del último equipo, que descendía.
En septiembre de 2023, se anunció que 26 equipos participarían en la segunda temporada de la First Division, añadiendo 9 equipos profesionales más.
En noviembre de 2023, la Federación Saudí de Fútbol comunicó que el formato de la edición 2024-25 cambiaría. En lugar de tener una fase de grupos y una fase eliminatoria, habrá una liga directa de 9 equipos que jugarán en casa y fuera.
El 25 de septiembre de 2024, la Federación de Fútbol de Arabia Saudí anunció que los partidos de la temporada 2024-25 se retransmitirían por televisión por primera vez a través de la plataforma (SAFF+).

## Equipos participantes
Los nueve equipos siguientes competirán en la temporada 2024-25.
| Equipo        | Ciudad   | Estadio                                |
| ------------- | -------- | -------------------------------------- |
| Abha          | Abha     | Estadio Príncipe Sultán bin Abdul Aziz |
| Al-Angaa      | Taif     | Ciudad Deportiva del Rey Fahd          |
| Al-Bayraq     | Riad     | Estadio Al Yamamah University          |
| Al-Hmmah      | Riad     | Estadio Al Yamamah University          |
| Al-Riyadh     | Riad     | Estadio Príncipe Turki bin Abdul Aziz  |
| Al-Shoulla    | Al-Kharj | Estadio Al-Shoulla Club                |
| Jeddah        | Yeda     | Ciudad Deportiva del Rey Abdalá        |
| Neom          | Tabuk    | Ciudad Deportiva del Rey Khalid        |
| United Eagles | Kobhar   | Estadio Príncipe Mohamed bin Fahd      |

## Palmarés
| Equipo     | Campeón | Subcampeón | Ediciones campeón | Ediciones subcampeón |
| ---------- | ------- | ---------- | ----------------- | -------------------- |
| Al-Riyadh  | 1       | -          | 2022-23           | -                    |
| Al-Ula     | 1       | -          | 2023-24           | -                    |
| Al-Qadsiah | -       | 1          | -                 | 2022-23              |
| Al-Taraji  | -       | 1          | -                 | 2023-24              |